# Bothal
Bothal – wieś w Anglii, w hrabstwie Northumberland. Leży 23 km na północ od miasta Newcastle upon Tyne i 419 km na północ od Londynu.